# Lophuromys eisentrauti
Lophuromys eisentrauti є видом гризунів родини мишевих (Muridae). Він зустрічається лише на горі Лефо, в західній частині Камеруну, де він був зареєстрований на висоті 2550 метрів над рівнем моря.